# Hu gui
Hu gui (胡簋; 鬍簋; Hú guǐ) är ett kinesiskt antik bronsgjuten soppskål, (gui), från slutet av Västra Zhoudynastin. Sannolikt tillverkades Hu gui år 841 f.Kr.. Hu gui är den största bronsgui som hittats från Shang- och Zhoudynastin.
På undersidan av Hu gui finns en offerinskription för kung Li på 12 rader med totalt 124 kinesiska tecken. Kärlet har fått sitt namn efter kung Lis personnamn "Hu" (胡/鬍).
Hu gui är utställd på Baoji bronzeware museum i Baoji i Shaanxiprovinsen.